# Nicolaus Johannis (död 1606)
Nicolaus Johannis, död 1606 i Löts församling, var en svensk präst och riksdagsman.

## Biografi
Johannis prästvigdes 1561 till kapellan hos biskop Erik Falk och följde med honom på hans beskickning i Ryssland samma år. Han blev 1564 kyrkoherde i Löts församling. Han skrev under på riksdagsbeslutet 25 januari 1569 (riksdagen 1569) i Stockholm och 25 januari 1571 (riksdagen 1571) i Stockholm. 1593 skrev han under Uppsala mötes beslut. Johannis avled 1606 i Löts församling.

### Familj
Johannis var gift med en kvinna och fick med henne sonen kyrkoherden Johannes Nicolai (död 1672) i Skedevi församling.